# Circaea
Circaea es un género con  7-10 especies de plantas de flores perteneciente a la familia Onagraceae.
Son plantas que se desarrollan en las regiones templadas del hemisferio norte. Dos especies son silvestres (Circaea lutetiana) y  (Circaea alpina). Se añade un intermedio híbrido entre estas dos especies y varias subespecies con entre 8 y 14 variedades reconocidas por diferentes autoridades. El híbrido es estéril, persistiendo por reproducción vegetativa y no por semillas.

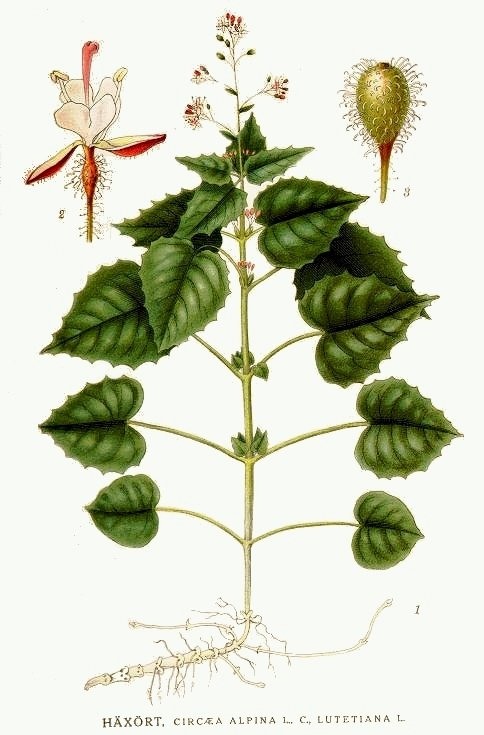
Circaea alpina

## Descripción
Son hierbas perennes, erectas o erecto-ascendentes, rizomatosas, con estolones subterráneos o que permanecen bajo la hojarasca; glabras o pelosas, con pelos de varios tipos (cortos y curvados, largos y ± rectos, ganchudos, glandulíferos). Hojas opuestas, pecioladas, ovadas u ovado-lanceoladas, de base redondeada o cordiforme y ápice ± acuminado, de enteras a sinuado-dentadas, estipuladas —en la antesis—. Inflorescencia en racimos terminales —a veces también laterales, en las axilas superiores—, bracteados en la base. Flores actinomorfas, dímeras. Tubo del hipanto de hasta 2 mm (milímetros) de longitud. Sépalos 2, no persistentes. Pétalos 2, bilobados, blancos o rosados. Estambres 2, opuestos a los sépalos, insertos cerca de la boca del tubo del hipanto; anteras dorsifijas. Disco nectarífero incluido en el tubo del hipanto o que sobresale del mismo, alrededor del estilo. Ovario 1-2-locular, con un primordio seminal en cada lóculo; estigma indiviso o ligeramente emarginado. Frutos en cápsula nuciforme indehiscente, claviformes, que se desprenden en la madurez junto con el pedicelo, cubiertos de pelos ganchudos ± rígidos (epizoócoros). Semillas 1-2, lisas, sin penacho de pelos.

## Taxonomía
El género fue descrito por Tourn. ex L. y publicado en Species Plantarum 1: 8–9. 1753. La especie tipo es: Circaea lutetiana L.
Etimología
Circaea: nombre genérico nombrado en honor de Circe, en la mitología griega diosa y hechicera que vivió en la isla de Eea.

## Especies
- Circaea alpina
  - Circaea alpina subsp. alpina
  - Circaea alpina subsp. angustifolia
  - Circaea alpina subsp. caulescens
  - Circaea alpina subsp. imaicola
  - Circaea alpina subsp. micrantha
  - Circaea alpina subsp. pacifica
- Circaea canadensis (syn. C. lutetiana subsp. canadensis)
- Circaea cordata
- Circaea erubescens
- Circaea glabrescens
- Circaea lutetiana
- Circaea mollis
- Circaea quadrisulcata (syn. C. canadensis subsp. quadrisulcata)
- Circaea repens

Híbridos
- Circaea × intermedia (C. alpina × C. lutetiana)